# 경상대학교 소장 송암집.황암집.농은집 책판
경상대학교 소장 송암집·황암집·농은집 책판(慶尙大學校 所藏 松嵒集·篁嵒集·農隱集 冊板)은 대한민국 경상남도 진주시 경상대학교에서 소장하고 있는 책판이다. 2013년 1월 3일 경상남도 문화재자료 제564호로 지정되었다.·
이들 문집은 1891년에 송남 박제현과 그의 아우 황암 박제인(朴齊仁), 그리고 손자 농은 박도원(朴道元)의 문집으로 경남 함안에서 간행했다. 후손 박인건(朴仁健)과 박용하(朴龍夏)가 문집 간행을 주도했으며, 후손 박정하(朴楨夏)와 고을 후학 이장록(李璋祿)이 편차를 정하는 일과 교감을 주관했다.
박제현과 박제인 형제는 남명 조식의 문하에서 수학한 학자다. 박제인은 왕자사부를 역임하는 등의 대외적 활동을 통해 더욱 알려진 학자이다. 박도원은 황암 박제인의 손자로 집안의 가학인 남명학을 계승했다. 그리고 조부의 문집을 정리하고 편찬하는 데에 기반을 마련했다.
이처럼 남명학을 계승한 한 집안 학자들의 문집이 동시에 간행되는 드문 경우로 학술사 연구에 귀중한 자료이다.

## 참고 자료
- 경상대학교 소장 송암집.황암집.농은집 책판 - 국가유산청 국가유산포털